# Opisthoncus kochi
Opisthoncus kochi is een spinnensoort uit de familie springspinnen (Salticidae). De soort komt voor in New South Wales.